# Young Sherlock: The Mystery of the Manor House
Young Sherlock: The Mystery of the Manor House est une série télévisée britannique inspirée des personnages créés par Arthur Conan Doyle, diffusée du 31 octobre au 12 décembre 1982 sur ITV. La série se compose d'une seule saison découpée en neuf « chapitres » d'environ 25 minutes chacun ; les deux premiers chapitres formant un seul épisode, la série se compose officiellement de huit épisodes.
Cette série est inédite dans tous les pays francophones.

## Synopsis
Sherlock Holmes, alors jeune étudiant de 17 ans, rentre chez ses parents du fait que son école a fermé en raison d'une épidémie de typhoïde. Mais à son arrivée au manoir, des événements mystérieux mettent son sens de l'observation en éveil.

## Distribution
- Guy Henry : Sherlock Holmes
- June Barry : Mrs Turnbull
- Tim Brierley : John Whitney
- David Ryder-Futcher : Docteur Sowerbutts
- Christopher Villiers : Jasper Moran
- Heather Chasen (en) : tante Rachel
- Lewis Fiander (en) : Ranjeet
- Eva Griffith (en) : Charity
- Donald Douglas : Colonel Turnbull
- John Fraser : oncle Gideon
- Jane Lowe : Mrs Cunliffe
- Zuleika Robson : Charlotte

## Fiche technique
- Titre original : Young Sherlock: The Mystery of the Manor House
- Réalisation : Nicholas Ferguson
- Scénario : Gerald Frow
- Direction artistique : Margaret Coombes
- Musique : Paul Lewis
- Production : Pieter Rogers
- Production exécutive : Michael Cox
- Société de production : Granada Television
- Société de distribution : ITV
- Pays d'origine :  Royaume-Uni
- Langue : anglais
- Format : Couleur - 1,33:1 - Mono
- Genre : policier
- Date de sortie : Royaume-Uni : 31 octobre 1982

## Épisodes
| N° | Titre                                | Réalisateur       | Scénariste  | Diffusion        |
| --- | ------------------------------------ | ----------------- | ----------- | ---------------- |
| 1.1 | Chapter 1: The Young Master, part 1  | Nicholas Ferguson | Gerald Frow | 31 octobre 1982  |
| En novembre 1871, Sherlock Holmes a 17 ans. Il rentre chez ses parents dans le Lancashire pour les vacances de Noël avec quelques semaines d'avance, son école ayant fermé en raison d'une épidémie de fièvre typhoïde. Le jeune homme découvre avec stupeur que le manoir familial, situé en plein cœur de la campagne, a été vendu et que sa famille est partie vivre en France. L'un des nouveaux occupants, un homme du nom de Jasper, chasse Holmes sans ménagement. L'adolescent est finalement hébergé par son oncle Gideon et sa tante Rachel, qui vivent dans le voisinage avec Charity, la fille de tante Rachel. Leurs principes d'éducation stricts s'accordent mal avec l'esprit de Sherlock, qui préfère passer du temps avec d'anciennes connaissances de la région : le docteur Sowerbutts, Charlotte Whitney (nièce de Sowerbutts) et le docteur John Whitney, mari de Charlotte. Alors que Holmes discute avec eux pour en savoir plus sur les nouveaux propriétaires du manoir, un colporteur du nom de Natty Dan vient leur rendre visite. Holmes prédit au nouveau venu qu'il sera chassé lui aussi par les nouveaux occupants du manoir, mais contre toute attente, ceux-ci le laissent entrer et l'invitent à revenir le lendemain. Natty Dan retrouve Holmes pour se vanter auprès de lui de l'invitation qu'il a reçue. |                                      |                   |             |                  |
| 1.2 | Chapter 2: The Young Master, part 2  | Nicholas Ferguson | Gerald Frow | 31 octobre 1982  |
| Le lendemain, Natty Dan se rend au manoir. Une ellipse narrative s'ensuit : le colporteur est retrouvé inanimé dans le salon du manoir par le propriétaire des lieux, le colonel Turnbull, après avoir été reçu par Jasper et un serviteur hindou du manoir, Ranjeet. Natty Dan se réveille et explique avoir suffoqué alors qu'il mangeait les mets qui lui étaient offerts. Le colporteur parvient ensuite à s'enfuir du manoir et se réfugie dans une cabane située dans la forêt. Entendant des bruits au-dehors, il ouvre la porte. Nouvelle ellipse. De son côté, Holmes souhaite dissimuler ses travaux de recherche en criminalité, qui déplaisent à sa tante Rachel. Le jeune homme décide de les entreposer dans la cabane qui fut jadis son lieu de cachette. Holmes y découvre le cadavre de Natty Dan, qui a eu le temps de laisser un mystérieux message avant son décès : « Hay bag, Old Mo ». Pour Holmes, l'inscription désignerait une femme surnommée « Old Mo », mais l'inspecteur Grimshaw refuse que le jeune homme s'immisce dans l'enquête. John Whitney, qui inspecte le cadavre, établit que Natty Dan est mort du tétanos. Holmes revient plus tard sur les lieux du crime : il récupère dans la cabane une grande épine de rose jugée suspecte, puis identifie au-dehors des traces de chien. Grâce à un garçon de la région, Newbugs, il apprend qu'il s'agit de traces de retriever et remarque que le chien se déplaçait sur trois pattes. Holmes doit ensuite accompagner sa tante, son oncle et Charity pour une invitation de courtoisie au manoir. |                                      |                   |             |                  |
| 2 | Chapter 3: The Gypsy Calls Again     | Nicholas Ferguson | Gerald Frow | 7 novembre 1982  |
| Au manoir, le spectateur apprend que le jeune Jasper est le neveu du colonel Turnbull et le frère de Sebastian Moran, actuellement mobilisé en Inde. Jasper Moran est étudiant à l'université sous la responsabilité du professeur Moriarty. Holmes profite de l'occasion pour se renseigner sur les chiens des propriétaires du manoir, et considère comme suspect le fait que le colonel Turnbull omette de mentionner la présence d'un retriever noir, alors que des poils correspondant sont présents sur les habits de Mme Turnbull. Plus tard, dans la forêt, Newbugs découvre un mannequin abandonné, volé quelques jours plus tôt dans une boutique de la région. Cette découverte est remise à l'inspecteur Grimshaw. Le spectateur omniscient sait qu'au manoir, madame Turnull se plaint d'un excès de travail. Ranjeet, qui dispose d'une autorité très supérieure à celle d'un simple serviteur, demande à Jasper de faire venir le professeur Moriarty pour l'aider dans la tâche qu'elle a à accomplir. |                                      |                   |             |                  |
| 3 | Chapter 4: The Riddle of the Dummies | Nicholas Ferguson | Gerald Frow | 14 novembre 1982 |
| Sherlock fait la rencontre de Tom Hudson, qui souhaite se marier à madame Cunliffe, la cuisinière de la tante Rachel et de l'oncle Gideon. Tom est gardien de train et se rend souvent à Londres. Au détour de la conversion, il mentionne l'« Old Mo », surnom donné à un théâtre de music-hall de la capitale. Holmes en déduit que Natty Dan avait découvert un lien entre madame Turnbull, qu'il avait vue au manoir, et l'Old Mo. Le détective en herbe se grime en photographe et se rend au manoir pour faire un cliché de la famille Turnbull-Moran. L'une des photographies obtenues est confiée à Tom Hudson pour être montrée au personnel de l'Old Mo. Madame Turnbull y est reconnue, ayant fait partie de la troupe d'acteurs du théâtre sous le nom de Bessy Bright. Holmes apprend par ailleurs que d'autres mannequins ont été volés dans le comté. Le jeune homme est persuadé que ces vols ont un lien avec les propriétaires du manoir. À la nuit tombée, il grimpe à un arbre situé face au manoir et observe les occupants à l'aide d'une longue vue. Il découvre une étrange mise en scène : les Turnbull semblent répéter une pièce de théâtre à l'aide des mannequins volés. John Whitney, qui vient voir Holmes pour lui dire de rentrer chez sa tante, observe à son tour la scène. Jusqu'alors incrédule face au thèses du jeune homme, le médecin reconnaît que les activités qui se trament au manoir sont suspectes. |                                      |                   |             |                  |
| 4 | Chapter 5: A Singular Thorn          | Nicholas Ferguson | Gerald Frow | 21 novembre 1982 |
| En utilisant une loupe, Sherlock découvre que l'épine de rose trouvée dans la cabane de Natty Dan porte les traces d'un instrument ayant permis de la manipuler. Le jeune homme décide de faire un test en se piquant la main avec l'épine, et rencontre dès lors d’importantes difficultés respiratoires avant que les effets ne s’estompent. Sherlock se précipite alors chez John Whitney et le docteur Sowerbutts pour leur faire part de ses déductions : il considère que l'épine, recouverte de poison, a été attachée sur la patte d'un retriever noir ayant été dressé pour marcher sur trois pattes. En attrapant la patte du chien pour l'observer de plus près, Natty Dan aurait été blessé par l'épine et serait mort empoisonné. Natty Dan aurait servi de cobaye pour tester l'efficacité du stratagème. Une expérience chimique de Whitney permet de confirmer la présence, sur l'épine, d'un poison à base d'alcaloïde issu de plantes habituellement cultivées en Inde ou au Sri Lanka. Avant d'en avertir l'inspecteur Grimshaw, Holmes parvient à convaincre Whitney de s'introduire avec lui au manoir pour en savoir plus sur les projets de ses occupants. Dans une grange attenante au manoir, les deux amis découvrent une calèche possédant un faux-plancher. Pendant ce temps, au manoir, le spectateur omniscient sait que « le Munshi », un serviteur de la reine Victoria, entraîne madame Turnbull (l'actrice Bessy Bright) à se comporter selon les codes de l'aristocratie et à parler plusieurs langues. |                                      |                   |             |                  |
| 5 | Chapter 6: The Woman in Black        | Nicholas Ferguson | Gerald Frow | 28 novembre 1982 |
| Sherlock et John utilisent des passages secrets pour progresser dans le manoir sans être vus. Les occupants préparent une importante opération dans deux jours et le colonel Turnbull s'attend à en tirer d'importants profits. Holmes et Whitney sortent des passages secrets et inspectent une pièce ayant la particularité de posséder une horloge dont la fréquence a été ralentie. Selon Sherlock, le but serait d'y retenir une personne prisonnière et de fausser sa notion du temps. Plus tard, les deux amis découvrent une autre pièce dans laquelle se trouvent les mannequins volés ainsi que le plan d'un wagon de train dessiné au sol. Tout juste ont-ils le temps de se cacher derrière une pile de valises avant que n'entrent les propriétaires du manoir pour y répéter leur future opération. Celle-ci consiste à entrer en contact avec la reine Victoria, dont le train s'arrêtera en gare de Preston le 24 novembre. Les criminels ont prévu de faire monter à bord le retriever noir auquel sera attaché à la patte une épine semblable à celle ayant causé la mort de Natty Dan. |                                      |                   |             |                  |
| 6 | Chapter 7: The Glasscutter's Hand    | Nicholas Ferguson | Gerald Frow | 5 décembre 1982  |
| La répétition de l'opération permet à Holmes de comprendre que le but n'est pas d'empoisonner la reine, mais de déclencher chez elle une perte de conscience sous l'effet de l'alcaloïde présent sur l'épine. Sherlock et John sont découverts par les propriétaires avant d'avoir pu s'enfuir du manoir. Capturés et endormis à l'aide d'une substance qui leur est administrée, ils se réveillent dans un endroit inconnu en présence d'un médecin. Celui-ci leur explique qu'ils sont à l'hôpital de Preston, que plusieurs jours sont passés et que le complot contre la reine Victoria, dont la presse s'est faite l'écho, a échoué. Toutefois Holmes ne tarde pas à suspecter une supercherie. Dès le départ du médecin, le jeune homme démontre à John qu'ils sont en réalité enfermés dans une pièce du manoir et que moins de 24 heures sont passées depuis leur capture. Le complot contre la reine doit donc encore être déjoué. Pendant ce temps, le colonel Turnbull explique à M. Greasley, tailleur de pierres ayant joué le rôle de médecin face à Holmes et Whitney, comment la reine Victoria sera enlevée en gare de Preston, puis dissimulée, inconsciente, sous le faux-plancher de sa calèche. L'actrice Bessy Bright, entraînée et costumée pour jouer le rôle de la reine, se fera dès lors passer pour elle. |                                      |                   |             |                  |
| 7 | Chapter 8: The Unexpected Visitors   | Nicholas Ferguson | Gerald Frow | 12 décembre 1982 |
| Newbugs, qui avait vu Holmes et Whitney entrer dans le manoir, mais ne les avait pas vus en ressortir, vient les secourir. Holmes lui confie un message à donner au docteur Sowerbutts pour faire échouer le complot à Preston et faire venir les forces de l'ordre au manoir. Le détective en herbe décide quant à lui de rester sur place avec Whitney pour poursuivre ses investigations. Les propriétaires du manoir ne tardent pas à découvrir que les deux jeunes gens ont quitté la pièce où ils étaient retenus : Greasley, Ranjeet et Jasper se battent avec Holmes et Whitney, qui parviennent cette fois à mettre leurs assaillants hors d'état de nuire. Un serviteur du manoir déclenche cependant un mécanisme : les deux amis se retrouvent enfermés dans une pièce se remplissant progressivement de gaz carbonique pour les étourdir. Lorsque les forces de l'ordre arrivent, Holmes vient tout juste de déjouer le mécanisme et d'évacuer John, devenu brièvement inconscient. Le capitaine Cholmondeley explique que la cavalerie est arrivée trop tard à Preston, mais qu'aucun incident n'a eu lieu lors du passage de la reine. Holmes explique avoir eu le temps de remplacer l'épine empoisonnée par une épine inoffensive, d'où l'échec de l'opération des criminels. Dès lors, pendant plusieurs jours, les Turnbull et Jasper Moran restent introuvables. Contre toute attente, les Turnbull reviennent finalement présenter leurs salutations à Rachel et Gideon pour annoncer leur départ de la région. Un cadeau, destiné à Sherlock, contient un message de Sebastian Moran annonçant une future vengeance. Au moment de repartir, un grave incident survient : la calèche du colonel explose. Le cocher est tué et Turnbull est blessé, mais aucune autre victime n'est à déplorer. |                                      |                   |             |                  |
| 8 | Chapter 9: The Eye of the Peacock    | Nicholas Ferguson | Gerald Frow | 19 décembre 1982 |
| L'actrice Bessy Bright, qui se faisait passer pour la femme du colonel Turnbull, est arrêtée et interrogée. Celle-ci explique qu'elle devait se faire passer pour la reine Victoria pendant quelques jours de manière à s'introduire à Windsor et dérober le Koh-i Nor en le remplaçant par un faux diamant réalisé par Greasley. L'opération visait à ramener le diamant en Inde, la pierre précieuse ayant été remise par Dhulîp Singh à la Couronne britannique contre son gré. Bessy Bright avait été recrutée pour jouer le rôle de la reine en étant persuadée d'agir pour une cause juste, permettant de récupérer le diamant tout en sauvant la vie de Sa Majesté. Celle-ci aurait en effet été de nouveau échangée avec Bessy Bright après le vol du diamant. Quelques jours plus tard, Holmes tombe brièvement dans un piège tendu par Jasper Moran et Greasley, qui le ligotent à un arbre et le laissent ainsi dans la forêt. Jasper reconnaît avoir été à l'origine de l'explosion de la calèche de Turnbull, en agissant sur ordre de Moriarty. Holmes est détaché plus tard par Newbugs. En guise d'épilogue, les héros de l'aventure sont reçus par la reine Victoria, qui les remercie d'avoir déjoué le complot à son encontre. John Whitney est nommé médecin de la maison royale, et quitte le Lancashire pour Londres en compagnie de Charlotte. Newbugs devient quant à lui garde-chasse au château de Balmoral. Enfin, madame Cunliffe annonce son départ de la maison de tante Rachel pour se marier avec Tom Hudson et signale à Sherlock qu'il sera toujours le bienvenu dans sa demeure du 221B Baker Street. |                                      |                   |             |                  |

## Postérité
La série fait l'objet d'une novélisation : le roman de la série, écrit par Gerald Frow et édité par Dragon Books (groupe Granada Television), s'intitule Young Sherlock: The Mystery of the Manor House et sort en 1982. L'auteur et l'éditeur publient en 1984 un second roman, Young Sherlock: The Adventure at Ferryman's Creek, constituant la suite de la série. La Granada Television avait en effet prévu de tourner une seconde saison de la série sous le nom Young Sherlock: The Adventure at Ferryman's Creek avant d'abandonner ce projet au profit du tournage de la série Sherlock Holmes avec Jeremy Brett.